# Учасники російсько-української війни П
Учасники російсько-української війни, прізвища яких починаються з літери: П

## Пав— Пащ
1. Павелко Валерій Миколайович
2. Павенко Ярослав Олександрович[1]
3. Павенський Олександр Олександрович
4. Павицький Володимир Петрович
5. Павич Віталій Володимирович
6. Павленко Андрій Олексійович
7. Павленко Дмитро Петрович
8. Павленко Євген Сергійович
9. Павленко Іван Анатолійович
10. Павленко Катерина Василівна
11. Павленко Олег Анатолійович
12. Павленко Павло Леонідович
13. Павленко Роман Віталійович
14. Павленко Сергій Васильович (військовик)
15. Павленко Тарас Васильович
16. Павлик Богдан Богданович
17. Павлик Михайло Володимирович
18. Павлисько Віталій Миколайович
19. Павлишин Іван Іванович
20. Павлишин Олександр Іванович
21. Павлишин Юрій Іванович
22. Павлів Антон Ігорович
23. Павлів Сергій Мирославович
24. Павлік Руслан Юрійович
25. Павлік Тетяна Миколаївна
26. Павліш Валерій Валерійович
27. ‎Павліченко Олександр Петрович
28. Павліченко Сергій[2]
29. Павлов Георгій Олександрович
30. Павлов Григорій Олександрович[3]
31. Павлов Ігор Миколайович
32. Павлов Костянтин Сергійович
33. Павлов Леонід Вікторович
34. Павлов Олег Олексійович
35. Павлов Олександр Борисович
36. Павлов Сергій Олександрович
37. Павлов Сергій Юрійович
38. Павловський Ігор Валентинович
39. Павловський Михайло Григорович
40. ‎Павловський Станіслав Іванович
41. Павлусь Іван Михайлович
42. Павлуша Сергій Валерійович
43. Павлюк Андрій Васильович
44. Павлюк Валер'ян Михайлович
45. Павлюк Василь Віталійович
46. Павлюк Володимир Володимирович (1979—2022), з села Горбаків, нацгвардієць, загинув від ракетного обстрілу телевежі в Антополі 14 березня 2022 року[4].
47. Павлюк Володимир Михайлович
48. Павлюк Володимир Петрович
49. Павлюк Дмитро Олександрович
50. Павлюк Євген Валерійович
51. Павлюк Олег В'ячеславович
52. Павлюк Олександр Альбертович
53. Павлюк Олександр Васильович
54. Павлюк Олександр Миколайович
55. Павлюк Олександр Михайлович
56. Павлюк Олександр Олексійович
57. Павлюк Олександр Петрович
58. Павлюк Петро Степанович
59. Павлюк Сергій Олегович
60. Павлюк Сергій Олексійович
61. Павлюк Тарас Миколайович
62. Павлюк Ярослав Володимирович
63. Павлюк Ярослав Ярославович
64. Павлюченко Сергій Миколайович
65. Павлючков Сергій Валерійович
66. Павляшик Микола Анатолійович
67. Пагуліч Євген Геннадійович
68. Падалка Роман Васильович
69. Падитель Валерій Борисович
70. Падюков Альберт Володимирович
71. Паєвська Юлія Георгіївна
72. Пажин Юрій[5]
73. Пазевич Віталій Сергійович
74. Пазин Тарас Іванович
75. Пазич Ігор Іванович
76. Пазюк Ігор[6]
77. Пазюк Сергій Васильович
78. Пазюка Віктор Станіславович
79. Пазюн Василь Васильович
80. Пакало Олексій Іванович
81. Пал Василь Людвикович
82. Палага Олександр Іванович
83. Палагін Андрій Ігорович
84. Палагута Віталій Вікторович
85. Палажченко Артем Юрійович
86. Паламар Володимир Миколайович
87. Паламар Олександр Олександрович
88. Паламарчук Василь Васильович[7]
89. Паламарчук Олександр Анатолійович
90. Палас Микола Дмитрович
91. Палений Анатолій Валерійович
92. Паленичка Владислав Васильович
93. Палешко Сергій В'ячеславович[8]
94. Паливода Олег Григорович
95. Палига Володимир Михайлович
96. Палига Олексій Олександрович
97. Палій Володимир Васильович
98. Палій Максим Іванович
99. Палій Олександр Володимирович
100. Палійчук Ярослав Миколайович
101. Паліса Дмитро Сергійович
102. Паліса Павло Сергійович
103. Пальгуєв Олександр Сергійович
104. Палько Василь Миколайович
105. Пальченко Євген Михайлович
106. Паляниця Андрій Віталійович
107. Паляниця Євген Васильович
108. Паляниця Олександр Олександрович
109. Палько Василь Миколайович
110. Пальченко Євген Михайлович
111. Пальчик Олег
112. Пальчун Олександр Іванович
113. Пам'ятничний Юрій Вікторович
114. Панас Петро Степанович
115. Панасенко Василь Геннадійович
116. Панасюк Андрій Сергійович
117. Панасюк Віталій Валентинович
118. Панасюк Віталій Олександрович
119. Панасюк Володимир Андрійович
120. Панасюк Ігор Миколайович
121. Панасюк Максим Ігорович
122. Панасюк Михайло Сергійович
123. Панасюк Олександр Анатолійович
124. Панасюк Олександр Миколайович
125. Панасюк Олексій Миколайович
126. Панасюк Сергій Іванович
127. Панасюк Юрій Володимирович
128. Панахида Євген Олександрович
129. Панащук Леонід Вікторович[9]
130. Пандрак Сергій Богданович
131. Панезьоров Руслан Володимирович
132. Панечко Андрій Іванович
133. Паниченко Микола Анатолійович
134. Панін Віктор В'ячеславович[10]
135. Панів Юрій Іванович
136. Паніна Аліна Володимирівна
137. Панков Лев Миколайович
138. Панков Олексій Сергійович
139. Панков Сергій Віталійович
140. Панкратов Костянтин Валерійович
141. Панов Артур Олексійович
142. Панов Іван Вікторович
143. Панов Ігор Валерійович
144. Панов Сергій Васильович
145. Пановський Сергій Вікторович
146. Панський Вадим Миколайович
147. Панський Михайло Миколайович
148. Пантак Микола Олександрович
149. Пантак Сергій[11]
150. Пантелюк Сергій Васильович
151. Пантикін Леонід Леонідович
152. Пантус Петро Володимирович
153. Пантюшенко Роман Валерійович
154. Пануш Олег Юрійович
155. Панченко Віктор Володимирович
156. Панченко Володимир Васильович
157. Панченко Григорій Олександрович
158. Панченко Дмитро Миколайович
159. Панченко Едуард Андрійович
160. Панченко Денис Володимирович
161. Панченко Михайло Геннадійович
162. Панченко Олексій Анатолійович
163. Панченко Роман Олександрович
164. Панченко Сергій Валентинович
165. Панченко Сергій Іванович
166. Панчошний Андрій Анатолійович
167. Панчук Альона Павлівна
168. Панчук Володимир Феліксович
169. Панько Андрій Іванович
170. Паньо Ігор Іванович
171. Панюк Сергій Анатолійович
172. Панюта Віталій Володимирович
173. Панькевич Роман Зіновійович[12]
174. Папета Олег Вікторович
175. Папірник Роман Васильович
176. Папірович Вадим Вікторович[13]
177. Папка Федір Васильович
178. Паппа Василь Михайлович
179. Папченко Руслан Миколайович
180. Парадюк Юрій Борисович
181. Парамонов Іван Олександрович
182. Парамей Валерій Михайлович
183. Парасочка Геннадій Павлович
184. Парасюк Володимир Зіновійович
185. Паращенко Андрій Васильович
186. Парій Володимир Володимирович
187. Леван Паркая[14]
188. Пармьонов Валентин Костянтинович
189. Партала Олександр Юрійович
190. Партала Станіслав Юрійович
191. Парубець Сергій Сергійович
192. Парфененко Віталій Васильович
193. Парфенков Василь
194. Парфьонов Денис Анатолійович
195. Парфьонов Олександр Миколайович
196. Парханюк Володимир Андрійович
197. Пархоменко Анатолій Анатолійович
198. Пархоменко Андрій Олександрович
199. Пархоменко Єгор Андрійович
200. Пархоменко Ігор Валерійович
201. Пархоменко Павло[15]
202. Пархоменко Сергій Ігорович
203. Пархоменко Сергій Леонідович
204. Пархомук Тарас[16]
205. Пархомук Віталій Васильович
206. Паршук Павло Павлович
207. Паршутін Олег Володимирович
208. Пасевич Іван Григорович
209. Пасека Віталій Євгенійович
210. Пасельський Назар Миколайович
211. Пасєка Віктор Степанович
212. Пасичнюк Максим Вікторович
213. Пасіков Дмитро Олександрович
214. Пасіченко Олександр Петрович
215. Пасічний Віктор Григорович
216. Пасічник Віктор Анатолійович
217. Пасічник Віктор Степанович
218. Пасічник Олег Вікторович
219. Пасічник Олександр Валерійович
220. Пасічник Олександр Васильович
221. Пасічник Олексій Олегович
222. Пасічник Сергій Васильович
223. Пасічник Тарас Петрович
224. Пасічнюк Анатолій Миколайович
225. Пасічнюк Олександр Олександрович
226. Пасічнюк Сергій Володимирович
227. Паскаленко Олександр Володимирович
228. Паславський Марк
229. Паславський Андрій Віталійович
230. Паславський Василь Степанович
231. Паславський Дмитро Володимирович
232. Пастернак Валерій Іванович
233. Пастернак Ігор Борисович
234. Пастернак Назарій Мирославович
235. Пастух Вадим Васильович
236. Пастух Валерій Васильович
237. Пастух Тарас Тимофійович
238. Пастушин Тарас Ярославович
239. Пастушок Ігор Миколайович (1989—2023), мешканець с. Горбаків, солдат, нагороджений медаллю «Захиснику Вітчизни» (посмертно). Загинув 8 липня 2023 року внаслідок танкового обстрілу біля села Роботине Запорізької області[4][17].
240. Пасулька Роман Сергійович
241. Пасько Дмитро Володимирович
242. Пасько Ігор Миколайович
243. Пасько Роман Михайлович
244. Паталаха Валерій Григорович
245. Патола Володимир Богданович
246. Патращук Микола Миколайович
247. Патрушев Олег Миколайович
248. Патук Ігор Феодосійович
249. Патуляк Віктор Іванович
250. Пахольченко Олександр Миколайович
251. Пахомов Іван Іванович
252. Пахота Олег Олександрович
253. Пахомов Євгеній Сергійович
254. Пацалов Олександр Ігорович
255. Пацанівський Андрій Анатолійович
256. Пацино Дмитро Вікторович
257. Пашинін Анатолій Анатолійович
258. Пашкевич Василь Михайлович
259. Пашкевич Ніна[18]
260. Пашко Василь Іванович
261. Пашко Василь Любомирович
262. Пашко Лев Валерійович
263. Пашковський Вадим Вікторович
264. Пашковський Костянтин Євгенович
265. Пашковський Олександр Михайлович
266. Пашкуляк Артур Васильович
267. Пашнюк-Пашнев Євген Сергійович
268. Пащенко Валентина Сергіївна
269. Пащенко Віталій Миколайович
270. Пащенко Іван Павлович
271. Пащенко Наум Петрович
272. Пащенко Олег Володимирович
273. Пащенко Олександр Михайлович
274. Пащук Дмитро Дмитрович
275. Пащук Ярослав Вікторович

## Пед— Піщ
1. Педан Олександр Павлович
2. Педич Володимир Олексійович
3. Педора Андрій[19]
4. Педько Андрій Олександрович
5. Педько Юрій Валерійович
6. Пекар Василь Миколайович
7. Пекар Олег Дмитрович
8. Пекарський Роман Олегович
9. Пекур Олександр Валентинович
10. Пелех Ярослав[20]
11. Пелехатий Віктор Миколайович
12. Пелехатий В'ячеслав Максимович
13. Пелешенко Владислав Геннадійович
14. Пелешенко Павло Павлович
15. Пелипенко Дмитро Миколайович
16. Пелиш Василь Петрович
17. Пентела Юрій Дмитрович
18. Пеньков Валентин Іванович
19. Пепеляшко Іван Михайлович
20. Пеприк Назар Володимирович
21. Первашов Євген Олексійович
22. Перевалов Олег Дмитрович
23. Перевознік Дмитро Станіславович
24. Перевознюк Роман Олександрович
25. Перегняк Дмитро Михайлович
26. Перегуда Олег Степанович
27. Пережогін Ілля Миколайович
28. Перенесеник Микола Миколайович
29. Перепелиця Володимир Іванович
30. Перепелиця Денис Сергійович
31. Перепелиця Максим Олегович
32. Перепелиця Руслан Миколайович
33. Перепелиця Сергій Леонідович
34. Перепелиця Юрій Леонідович
35. Перепечай Михайло Леонідович
36. Перепілка Олександр Олексійович
37. Перепічка Олег Григорович
38. Перерва Сергій Васильович
39. Пересоляк Михайло Юрійович
40. Переступняк Микола Олександрович
41. Перетятько Кирило Олександрович
42. Переходько Дмитро Григорович
43. Перець Андрій Іванович
44. Перець Сергій Степанович
45. Переяслов Володимир Євгенович
46. Періжок Вадим Русланович
47. Перлін Станіслав Ігорович
48. Пермяков Дмитро Олександрович
49. Перов Артур Дмитрович
50. Перфільєв Євген Сергійович
51. Перхач Сергій Сергійович
52. Перцевой Олександр Іванович
53. Перч Олег Вікторович
54. Петихачний Леонід Михайлович
55. Петленко Володимир Станіславович
56. Петлінський Олександр Франкович
57. Петляк Олександр Вікторович
58. Петраківський Олександр Петрович
59. Петраковський Олександр[21]
60. Петраускас Сергій Сігітасович
61. Петраш Євген Вячеславович
62. Петрашевський Ярослав Володимирович
63. Петренко Андрій Федорович
64. Петренко Богдан Олександрович
65. Петренко Василь Васильович
66. Петренко Валерій Вячеславович
67. Петренко Віктор Володимирович
68. Петренко Віталій Петрович
69. Петренко Віталій Леонідович
70. Петренко Максим[22]
71. Петренко Олег Миколайович
72. Петренко Олександр Анатолійович
73. Петренко Віталій Іванович
74. Петренко Павло Іванович
75. Петренко Сергій Валерійович
76. Петренко Сергій Сергійович
77. Петренко Юрій Леонідович
78. Петрик Костянтин[23]
79. Петрик Олег Анатолійович
80. Петрик Павло Віталійович
81. Петрик Сергій Вікторович
82. Петрина Сергій[24]
83. Петринка Олександр Ярославович
84. Петринко Василь Андрійович
85. Петриченко Павло Вікторович
86. Петришен Олександр Володимирович
87. Петришин Василь Володимирович
88. Петришин Віктор Михайлович
89. Петришин Володимир Володимирович
90. Петришин Тарас Петрович
91. Петрищук Олександр Вікторович
92. Петрів Василь Володимирович
93. Петрів Ігор Олексійович
94. Петрів Сергій Богданович
95. Петрівський Степан Петрович
96. Петров Андрій Миколайович
97. Петров Віктор Олегович
98. Петров Віктор Олександрович
99. Петров Дмитро Дмитрович
100. Петров Євген Анатолійович
101. Петров Ігор Андрійович
102. Петров Олександр Сергійович
103. Петров Олексій Леонідович
104. Петров Роман Михайлович
105. Петров Сергій Олександрович
106. Петров Сергій Сергійович (військовик)
107. Петров Сергій Юрійович
108. Петрович Віталій Іванович
109. Петровський Андрій Леонідович
110. Петровський Віктор Станіславович
111. Петровський Роман Володимирович
112. Петросян Оганес Арутюнович
113. Петрук Валентин Васильович
114. Петрук Василь Володимирович
115. Петрук Владислав[25]
116. Петрук Володимир[26]
117. Петрук Денис Дмитрович
118. Петрук Микола Валентинович
119. Петрук Сергій Олександрович
120. Петрук Сергій Святославович
121. Петрусенко Владислав Вікторович
122. Петрученко Микола Вікторович
123. Петрушевський Микола Миколайович
124. Петрушенко Андрій Сергійович
125. Петрушенко Дмитро Васильович
126. Петрушин Микола Васильович
127. Петрушка Ярослав Михайлович
128. Петрушов Олександр Валентинович
129. Петряков Станіслав Сергійович
130. Петухов Денис Анатолійович
131. Петушков Олександр Володимирович
132. Петушков Юрій Володимирович
133. Петько Андрій Васильович
134. Печененко В'ячеслав Петрович
135. Печенюк Віталій Сергійович
136. Печенюк В'ячеслав Олександрович
137. Печенюк Руслан Русланович
138. Печера Ярослав Олександрович
139. Печерський Віктор Анатолійович
140. Печунка Михайло Сергійович
141. Пешко Валерій Миколайович
142. Пешко Сергій Миколайович
143. Пешков Олег Анатолійович
144. Пєвнєв Ігор Павлович
145. Пєлєшенко Олександр Юрійович
146. Пєтухов Дмитро Юрійович
147. Пивовар Олександр Вікторович
148. Пивовар Олександр Петрович
149. Пивоваров Олександр Сергійович
150. Пивоварський Ігор Юрійович
151. Пиглюк Михайло Романович
152. Пиж Іван Васильович
153. Пиж Юрій Володимирович
154. Пилипенко Віталій Валентинович
155. Пилипенко Віталій Миколайович
156. Пилипенко Юрій Петрович
157. Пилипенко Віктор Сергійович
158. Пилипенко Олексій Валерійович
159. Пилипко Денис Сергійович[27]
160. Пилипко Олексій Іванович
161. Пилипченко Данило Вікторович
162. Пилипченко Павло Юрійович
163. Пилипчук Віталій Васильович
164. Пилипчук Дмитро Михайлович
165. Пилипчук Юрій Юрійович
166. Пилун Владислав Валерійович
167. Пиріг Микола Петрович[28]
168. Пипка Володимир Володимирович
169. Пилюк Олег Миколайович
170. Пилявець Сергій Олегович
171. Пинзар Олександр Вікторович
172. Пиріг Руслан Григорович
173. Пирог Юрій
174. Пирогов Олександр Ігорович
175. Писанко Віктор Вікторович
176. Писаревич Ігор Григорович
177. Писаренко Василь Григорович
178. Писаренко Владислав В'ячеславович
179. Писаренко Геннадій Анатолійович
180. Писаренко Дмитро Олександрович
181. Писаренко Олександр Юрійович
182. Писаренок Андрій Володимирович
183. Писарів Володимир Петрович
184. Писарук Сергій Миколайович
185. Писарчук Юрій Олександрович
186. Пислар Олександр Олександрович
187. Письмений Ілля Леонідович
188. Письменний Олександр Миколайович
189. Письменний Юрій Васильович
190. Письменний Ярослав Васильович
191. Питак Андрій Андрійович
192. Питак Володимир Теодорович
193. Питель Олександр Володимирович
194. Питель Олександр Ігорович
195. Питлик Віктор Дмитрович
196. Пихов Сергій Сергійович
197. Пихтєєв Василь Юрійович
198. Пишко Святослав Юрійович
199. Пишняк Максим Вікторович
200. Пищенко Ігор Миколайович
201. Піванков Андрій Олександрович
202. Півень Василь Миколайович
203. Півень Віталій Миколайович
204. Півень Владислав Олегович
205. Півень Євген Олексійович
206. Півень Олександр Сергійович
207. Півень Руслан Віталійович
208. Півненко Олександр Сергійович
209. Півоваренко Павло Васильович
210. Півоварчук Сергій Олександрович
211. Півошенко Костянтин Васильович
212. Півторан Сергій Іхтемійович
213. Півчук Денис Борисович
214. Пігарьов Андрій Валентинович
215. Пігулевський Олег[29]
216. Підборіжний Олександр Миколайович
217. Підвальний Степан Володимирович
218. Підгайний Микола Вікторович
219. Підгірний Олександр Олександрович
220. Підгорний Віталій Олександрович
221. Підгорний Микола Володимирович
222. Піддубний Віталій Володимирович
223. Піддубний Олександр Анатолійович
224. Піддубняк Олександр Андрійович
225. Підибаєв Олександр Владиславович
226. Підкович Назар Іванович
227. Пічуркін Юрій Юрійович[1]# Подліпнюк Андрій Іванович
228. Підлісний Андрій Юрійович
229. Підлубний Віталій Миколайович
230. Підлубний Олександр Володимирович
231. Підосичний Владислав Володимирович
232. Пізняк Юрій Олексійович
233. Пікало Наталія Миколаївна
234. Пікаш Ярослав Володимирович
235. Пікуза Ігор Сергійович
236. Пікуза Ярослав Віталійович[30]
237. Пікулін Віталій Володимирович
238. Пікус Євген Михайлович
239. Пільчевський Дмитро Петрович
240. Пінчук Валентин Валентинович
241. Пінчук Віктор Іванович
242. Пінчук Едуард Іванович
243. Пінчук Ігор Володимирович
244. Пінчук Ігор Ігоревич
245. Пінчук Олександр Олександрович
246. Пінчук Олексій Леонідович
247. Пінчук Руслан Григорович
248. Пінчук Руслан Олександрович[31]
249. Пінчук Юрій Сергійович
250. Піпаш Олексій Михайлович
251. Леван Піпія
252. Пірус Артур Миколайович
253. Піскіжов Олександр Валерійович
254. Пісковий Руслан Валерійович
255. Піскун Віталій Вікторович
256. Піскун Олександр Валерійович
257. Пісоцький Анатолій Миколайович
258. Пітель Володимир Григорович
259. Пітенко Віталій Петрович
260. Ендрю Пітерс
261. Пітчук Іван Іванович
262. Пітчук Остап Тарасович
263. Пітюренко Олександр Миколайович
264. Піун Денис Олександрович
265. Піхоцький Андрій Степанович
266. Піцул Віктор Петрович
267. Піцура Іван Юрійович
268. Піцура Юрій Васильович
269. Пічахчі Микола Артурович
270. Пічкар Олександр Петрович
271. Пічман Владислав Олегович
272. Пічненко Василь Васильович
273. Пічул Микола Миколайович
274. Пічура Олег Євгенович
275. Піщаний Юрій Григорович
276. Піщанський Аркадій Аркадійович

## Пла— Пон
1. Плаксивий Владислав Михайлович
2. Плаксюк Любов Олександрівна
3. Платмір Ярослав Леонідович
4. Платонов Богдан Миколайович
5. Платонов Едгар[32]
6. Платонов Сергій Вікторович
7. Платонов Сергій Сергійович
8. Платунов Олексій Валерійович
9. Плаха Володимир Миколайович
10. Плахов Руслан Миколайович
11. Плахотник Сергій Петрович
12. Плахотній Валерій Володимирович
13. Плахотнюк Петро Анатолійович
14. Плахута В'ячеслав Іванович
15. Плацинський Павло Янович
16. Плескач Сергій Миколайович
17. Плетенчук Дмитро Вікторович
18. Плетньов Володимир Юрійович
19. Плєшаков Ілля Ігорович
20. Плитньов Володимир Юрійович
21. Плитус Андрій Романович
22. Пліндращий Роман Анатолійович
23. Пліхун Микита Олегович
24. Плотников Олександр Юрійович
25. Плотніков Василь Васильович
26. Плотніков Олег Олегович
27. Плохань Микола Леонідович
28. Плохий Андрій Віталійович
29. Плохих Олександр Вікторович
30. Плоходько Руслан Володимирович
31. Плохотюк Іван Васильович
32. Плоцедим Олександр Олександрович
33. Плоцький Євгеній Владиславович
34. Площик Роман Вікторович
35. Плюта Євген Олександрович
36. Плюта Михайло Андрійович
37. Плюта Юрій Вікторович
38. Плющ Михайло Вікторович
39. Плющєв Олександр Костянтинович
40. Пляка Віталій Петрович
41. Плясан Микола Володимирович
42. Плясун Тарас Анатолійович
43. Пляшко Федір Петрович
44. Победінський Володимир Дмитрович
45. Побережець Сергій Петрович
46. Побережний Олександр Сергійович
47. Побережний Юрій Андрійович
48. Побережник Андрій Дмитрович
49. Побережник Сергій Анатолійович
50. Побиванець Антон Вікторович
51. Побиванець Геннадій Юрійович
52. Побігун Сергій Борисович
53. Побігун Ігор Михайлович
54. Побуцький Назар Михайлович
55. Поважнюк Володимир Олександрович
56. Повідаш Дмитро Васильович
57. Поворознюк Олександр Миколайович
58. Повстюк Андрій Олексійович
59. Повстюк Святослав Леонідович
60. Повх Антон Дмитрович
61. Повх Микола Іванович
62. Повшук Ілля Русланович
63. Погар Сергій Іванович
64. Погончук Олег Ілліч
65. Погорєлов Андрій Миколайович
66. Погорєлов Владислав Геннадійович
67. Погорілий Микола Ігорович
68. Погорєлов Михайло Анатолійович
69. Погорєлов Сергій Сергійович
70. Погорілий Віктор Сергійович
71. Погорілий Олександр Петрович
72. Погорілий Олексій Валерійович
73. Погорілий Сергій Юрійович
74. Погорілий Юрій Вікторович
75. Погорільчук Віталій Сергійович
76. Погорільчук Олександр Сергійович
77. Погребещенко Ігор Петрович
78. Погребняк Валерій Андрійович
79. Погрібний Олег Павлович
80. Погрібний Юрій Іванович
81. Погрібняк Сергій Сергійович
82. Подаруєв Ігор Олексійович
83. Подвезенний Олексій Геннадійович
84. Подгорний Сергій Анатолійович
85. Подибайло Данило Андрійович
86. Подібка Назар Васильович
87. Подлісецький Валерій Віталійович
88. Подобний Владислав Володимирович
89. Поддубний Артем Ігорович
90. Поддубний Олександр Олександрович
91. Поддубняк Владислав Володимирович
92. Подкопаєв Михайло В'ячеславович
93. Подлесський Олександр Володимирович
94. Подовалов Олександр Олександрович
95. Подолець Ігор Орестович
96. Подолян Ігор Васильович
97. Подолян Олексій Олександрович
98. Подолян Юрій Віталійович
99. Подолянчук Василь Володимирович
100. Подолянчук Євген Петрович
101. Подольський Олександр Андрійович
102. Подопригора Артем[5]
103. Подорожний Сергій Володимирович
104. Подрез Олександр Віталійович
105. Подрезенко Олександр Васильович
106. Подрєзов Роман Миколайович[1]
107. Подставка Євгеній Іванович
108. Подфедько Любомир Сергійович
109. Подчашинський Дем'ян Олексійович
110. Пожарний Роман Володимирович
111. Пожарський Дмитро Павлович
112. Пожидаєв Сергій Миколайович
113. Поздняков Сергій Тарасович
114. Позняков Євгеній Юрійович
115. Покатаєв Вадим Юрійович
116. Покиньборода Віктор Васильович
117. Покиньборода Юрій Миколайович
118. Покиньчереда Ростислав Васильович
119. Покідько Іван Анатолійович
120. Покідько Павло Михайлович
121. Покітко Богдан Іванович
122. Покладов Андрій Євгенович
123. Покотило Віталій Васильович
124. Покраса Олександр Петрович
125. Покрищенко Микола Миколайович
126. Покуса Віктор Васильович
127. Покутній Анатолій Сергійович
128. Полажинець Василь Васильович
129. Полгородник Андрій Євгенович
130. Полевий Володимир Іванович
131. Полегенько Дмитро Павлович
132. Полежаєв Максим Сергійович
133. Полєшкін Олег Валерійович
134. Поливаний Андрій Васильович
135. Поливач Мирослав Володимирович
136. Поливяний Віктор Віталійович
137. Полицяк Петро Петрович
138. Поліванський Юрій Володимирович
139. Поліводський Олександр Анатолійович
140. Полін Олексій Валерійович
141. Полінкевич Леонід Олександрович
142. Поліхун Іван Євгенович
143. Поліщук Анатолій Васильович
144. Поліщук Анатолій Олександрович
145. Поліщук Вадим Вікторович
146. Поліщук Василь Валерійович
147. Поліщук Віктор Трохимович
148. Поліщук Вікторія Олегівна
149. Поліщук Володимир Олександрович
150. Поліщук Володимир Сергійович
151. Поліщук Денис Валерійович
152. Поліщук Дмитро Валерійович
153. Поліщук Дмитро Миколайович
154. Поліщук Іван Сергійович
155. Поліщук Іванна Володимирівна
156. Поліщук Ігор Дмитрович
157. Поліщук Катерина Олександрівна
158. Поліщук Микола Сергійович
159. Поліщук Назарій Іванович
160. Поліщук Олег Васильович
161. Поліщук Олександр Євгенійович
162. Поліщук Олександр  Михайлович[31]
163. Поліщук Олександр Сергійович
164. Поліщук Петро Олександрович
165. Поліщук Петро Петрович
166. Поліщук Роман Ярославович
167. Поліщук Юрій Васильович
168. Поліян Олексій Миколайович[33]
169. Половко Олексій Віталійович
170. Половко Сергій Олександрович
171. Половніков Віктор Володимирович
172. Полов'ян Дмитро Едуардович
173. Положевич Олександр Олександрович
174. Полоз Максим Ігорович
175. Полонка Олексій Ігорович
176. Полонський Андрій Володимирович
177. Полонський Артур Олександрович
178. Полонський Юрій Анатолійович
179. Полтарін Руслан Георгійович
180. Полторак Микола Миколайович
181. Полулях Сергій Володимирович
182. Полупанов Володимир Іванович
183. Полухтович Віталій[34]
184. Полуцький Олександр Володимирович
185. Полюляк Василь Миколайович[31]
186. Полюляк Микола Миколайович[35]
187. Польовий Віктор Костянтинович
188. Польовий Ігор Васильович
189. Польовий Максим Миколайович
190. Польовий Михайло Васильович
191. Польський Дмитро Олександрович
192. Полюхович Дмитро Андрійович
193. Полюхович Олександр Васильович
194. Поляєв Олександр Андрійович
195. Поляков Андрій Миколайович
196. Поляков Андрій Олегович[36][31]
197. Поляков Василь Вікторович
198. Поляков Віктор Костянтинович
199. Поляков В'ячеслав Миколайович
200. Поляков Євген Олександрович
201. Поляков Ігор Олександрович
202. Полякова Ольга Василівна
203. Полянський Артем Ігорович
204. Полянський Іван Сергійович
205. Полянський Ілля Анатолійович
206. Полянський Ілля Олександрович
207. Полянський Михайло Михайлович
208. Полянський Сергій Олегович
209. Поляруш Андрій Іванович
210. Поляруш Андрій Олександрович
211. Полясковський Володимир Дмитрович
212. Помазан Олександр Володимирович
213. Помазуєв Володимир Володимирович
214. Помінкевич Сергій Петрович
215. Помогайбо Володимир Віталійович
216. Понар Андрій Васильович
217. Пономар Дмитро Анатолійович
218. Пономаренко Вадим Валерійович
219. Пономаренко Володимир Михайлович
220. Пономаренко В'ячеслав Анатолійович
221. Пономаренко Геннадій Миколайович
222. Пономаренко Данило Вікторович
223. Пономаренко Дмитро Борисович
224. Пономаренко Дмитро Олександрович
225. Пономаренко Євген Володимирович
226. Пономаренко Іван[37]
227. Пономаренко Максим Олександрович
228. Пономаренко Микола Миколайович
229. Пономаренко Олександр Анатолійович
230. Пономаренко Олександр Васильович
231. Пономаренко Олександр Володимирович (військовик)
232. Пономаренко Олександр Олександрович
233. Пономаренко Олександр Петрович
234. Пономаренко Олексій Сергійович
235. Пономаренко Сергій Вікторович[38]
236. Пономаренко Сергій Олександрович
237. Пономаренко Спартак Олегович
238. Пономаренко Руслан Миколайович
239. Пономаренко Сергій Іванович
240. Пономаренко Ярослав Станіславович
241. Пономарчук Іван Валерійович
242. Пономарьов Олександр Іванович
243. Пономарьов Олександр Олександрович
244. Поночовний Артем Леонідович
245. Понятов Олександр Миколайович

## Поп— Пят
1. Поп Іван Іванович
2. Попадик Назарій Богданович
3. Попадинець Олександр Юрійович
4. Попадич Василь Васильович
5. Попадюк Ігор Михайлович
6. Попадюк Олександр Андрійович
7. Попель Андрій В'ячеславович
8. Попенко Юрій Володимирович
9. Попеску Олексій Петрович
10. Попик Віктор Петрович
11. Попик Олександр Іванович
12. Попик Сергій Григорович
13. Попик Сергій Іванович
14. Попіль Іван Ігорович
15. Поплавко Андрій Леонідович
16. Поплавський Роман Валерійович
17. Попов Андрій Миколайович
18. Попов Артем Миколайович
19. Попов Василь Анатолійович
20. Попов Василь Олексійович
21. Попов Володимир Геннадійович
22. Попов Денис Володимирович
23. Попов Євген Володимирович[38]
24. Попов Михайло Сергійович (військовий)
25. Попов Олег Валерійович
26. Попов Олег Сергійович
27. Попов Олександр Анатолійович
28. Попов Олександр Володимирович (військовик)
29. Попов Олександр Миколайович (військовик)
30. Попов Олександр Олександрович (військовик)
31. Попов Олександр Юрійович
32. Попов Олексій Юрійович
33. Попов Павло Володимирович
34. Попов Павло Олексійович
35. Попов Петро Олександрович
36. Попов Руслан Юрійович
37. Попов Сергій Валерійович
38. Попович Богдан Любомирович
39. Попович Владислав Миколайович
40. Попович Володимир Васильович
41. Попович Володимир Романович
42. Попович Данило Олексійович
43. Попович Денис Григорович
44. Попович Дмитро Сергійович
45. Попович Олег Андрійович
46. Попович Олег Петрович
47. Попович Олександр Володимирович[39]
48. Попович Роланд Стефанович
49. Попович Сергій Олександрович
50. Попович Юрій Орестович
51. Поправко Володимир Володимирович
52. Попружний Олександр Олександрович
53. Пореченков Михайло Євгенович
54. Породько Олег Васильович
55. Порозінський Сергій Вікторович
56. Порол Станіслав Володимирович
57. Пороскун Віктор Вікторович
58. Поросюк Олександр Васильович
59. Порохня Григорій Дмитрович
60. Порошин Ігор Володимирович
61. Порплиця Алла Сергіївна
62. Портянніков Олег Валерійович
63. Порфир'єв Віталій Сергійович
64. Порхун Олександр Володимирович
65. Посохов Дмитро Вікторович
66. Посохов Євген Олександрович
67. Посохов Олег Олексійович
68. Посполітак Андрій Васильович
69. Постнов Олексій Олександрович[40]
70. Постол Володимир Андрійович
71. Постол Ігор Григорович
72. Постоленко Сергій Олександрович
73. Постольний Микола Миколайович
74. Постоялко Богдан Сергійович
75. Поступальський Сергій Леонідович
76. Потап Володимир Петрович[41]
77. Потапенко Віталій Анатолійович[42]
78. Потапенко Володимир Олегович
79. Потапенко Олександр Олександрович
80. Потапенко Олексій Володимирович
81. Потапович Олександр Леонідович
82. Потапчук Анатолій Петрович
83. Потапчук Станіслав Володимирович
84. Потарайко Сергій Дмитрович
85. Потебенько Олександр Сергійович
86. Потєхін Анатолій Миколайович
87. Потєхін Петро Геннадійович
88. Потєшкін Володимир Олександрович
89. Потієнко Анатолій Юрійович
90. Потішка Роман Михайлович
91. Потоскуєв Валерій[43]
92. Потрас Кирило Олександрович
93. Потрогош Юрій Олександрович
94. Потуремець Віталій Вікторович
95. Похиленко Ігор Валерійович
96. Похович Сергій Богданович
97. Походня Ярослав Романович
98. Поцілуйко Віктор Володимирович
99. Почекета Дмитро Петрович
100. Пошевко Олександр Сергійович
101. Пошедін Максим Віталійович
102. Поштацький Сергій Ілліч
103. Праведний Володимир Олександрович[44]
104. Правитель Олександр Сергійович
105. Прачковський Богдан Русланович
106. Прекрасний Дмитро Олегович
107. Пресняков Володимир Миколайович
108. Пресняков Максим Сергійович
109. Пржегалінський Богдан Геннадійович
110. Прибиш Володимир Павлович
111. Привидений Сергій Васильович
112. Пригода Юрій Павлович
113. Придатко Дмитро Миколайович
114. Придачин Ігор Віталійович
115. Приймак Василь Ярославович
116. Приймак Віталій Миколайович
117. Приймак Сергій Васильович
118. Приймаченко Андрій Васильович
119. Прилуцький Богдан В'ячеславович
120. Прилуцький Денис Геннадійович
121. Примаченко Володимир Васильович
122. Примаченко Петро Федорович
123. Примаченко Юрій Петрович
124. Примушко Антон Євгенович
125. Припишний Андрій Володимирович
126. Присакар Сергій Олександрович
127. Присідько Валерій Володимирович
128. Присіч Валентин Романович
129. Присняк Сергій Олександрович
130. Приступа Герман Леонідович
131. Приступа Ігор Миколайович
132. Присяжний Євгеній Миколайович
133. Присяжнюк Артем Юрійович
134. Присяжнюк Ігор Васильович
135. Присяжнюк Олександр Дмитрович
136. Присяжнюк Руслан Анатолійович
137. Притика Олександр Андрійович
138. Притула Станіслав[45]
139. Прихід Валентин Миколайович
140. Прихід Юрій Степанович
141. Прихідько Анатолій Валерійович[46]
142. Прихідько Владислав Вікторович
143. Приходько Андрій Володимирович
144. Приходько Антон Вікторович[1]
145. Приходько Володимир Анатолійович
146. Приходько Володимир Володимирович
147. Приходько Дмитро Вікторович
148. Приходько Євген Олексійович
149. Приходько Максим Анатолійович
150. Приходько Максим Вікторович
151. Приходько Олександр Валентинович
152. Приходько Олександр Віталійович
153. Приходько Олексій Григорович
154. Приходько Олексій Олегович
155. Приходько Роман Миколайович
156. Причина Єгор Анатолійович
157. Пришневський Олег Миколайович
158. Пришняк Дмитро Сергійович
159. Прищеп'юк Андрій Миколайович
160. Прищепа Роман Вікторович
161. Пріменко Юрій Володимирович
162. Прінько Віталій Леонідович
163. Проводенко Леонід Михайлович
164. Продайвода Олександр Юрійович
165. Продан Віктор Євгенійович
166. Продан Віотольд Борисович
167. Проданюк Сергій Григорович
168. Прозапас Андрій Миколайович
169. Прока Дмитро Пилипович
170. Проказін Сергій
171. Прокіпчин Андрій Ярославович
172. Прокоп'єв Євген Вікторович
173. Прокопчук Вадим Миколайович
174. Прокопчук Віталій Миколайович[9]
175. Прокопчук Віталій Юрійович
176. Прокопенко Владислав Юрійович
177. Прокопенко Володимир Юрійович
178. Прокопенко Денис Геннадійович
179. Прокопенко Олександр Сергійович
180. Прокопець Сергій Григорович
181. Прокопчук Анатолій Павлович
182. Прокопчук Андрій Миколайович
183. Прокопчук Володимир Іванович
184. Прокопчук Ігор Петрович
185. Прокопчук Олександр Миколайович
186. Прокопчук Юрій[47]
187. Прокопюк Ігор Валерійович
188. Прокуратов Максим Борисович
189. Прокушев Антон Анатолійович
190. Прометний Андрій Олександрович
191. Пронін Вадим Олександрович
192. Пронін Віктор Вікторович
193. Пронін Сергій Валерійович
194. Пронін Сергій Миколайович
195. Пронський Роман Леонідович
196. Проньков Ростислав Русланович
197. Проровський Андрій Федорович
198. Пророк Олександр Миколайович
199. Проскурня Михайло Сергійович
200. Простяков Владислав Дмитрович
201. Протасюк Назар Григорович
202. Прохнич Володимир Васильович
203. Прохоренко Ігор Миколайович
204. Денис Прохоров
205. Прохоров Дмитро Олексійович
206. Прохоров Микола Олександрович
207. Прохоров Станіслав Миколайович
208. Прохоровський Андрій Олександрович
209. Процайло Ярослав Богданович[48]
210. Процак Олег Юрійович
211. Проценко Андрій Юрійович
212. Проценко Вадим Анатолійович
213. Проценко Тарас Станіславович
214. Проценко Юрій Сергійович
215. Процик Михайло Йосипович
216. Процик Петро Петрович
217. Процишин Михайло Іванович
218. Процишина Наталія Андріївна
219. Проців Василь Ярославович[31]
220. Проць Сергій Володимирович
221. Процько Ігор Мирославович
222. Процюк Віталій Романович[49]
223. Прошак Андрій Васильович
224. Прошкін Олександр Олександрович
225. Прощенко Артем Анатолійович
226. Прощенко Станіслав Іванович[50]
227. Пругло Дмитро Миколайович
228. Пруглов Артур Андрійович
229. Прудій Микола Васильович
230. Прудніков Радислав Вікторович
231. Пруненко Леонід Іванович
232. Прус Руслан Анатолійович
233. Прусов Руслан Халилович
234. Прус Ігор Степанович[51]
235. Пруський Віктор Федорович
236. Прядка Олександр Вячеславович
237. Прядка Сергій Вікторович
238. Прядко Віталій Юрійович
239. Прядко Володимир[5]
240. Прядко Ігор Романович
241. Псарюк Віталій Іванович
242. Птахін Андрій Вікторович
243. Пташник Євген Вадимович
244. Птащенко Анатолій Володимирович
245. Птіцин Віталій Ігорович
246. Птушко Ігор Володимирович[31]
247. Пугач Дмитро Володимирович
248. Пугач Євген В'ячеславович
249. Пугач Євген Володимирович
250. Пугач Ігор Володимирович
251. пугач Ігор Олександрович
252. Пугач Олександр Іванович
253. Пугач Сергій Анатолійович
254. Пугач Федір Григорович
255. Пугачов Вадим Володимирович
256. Пугачов Олексій Ігорович
257. Пугачов Павло Анатолійович
258. Пуголовко Олександр Євгенович
259. Пуздрач Сергій Володимирович
260. Пузиков Олександр Юрійович
261. Пузьо Володимир Миколайович
262. Пунда Віктор Васильович
263. Пунько Юрій Віталійович
264. Пупков Олег Миколайович
265. Пусан Віктор Миколайович
266. Пустовойт Вадим Васильович
267. Пустовгар Віталій Петрович
268. Пустовий Сергій Олегович
269. Пустовіт Антон Сергійович[52]
270. Пустовіт Олександр Михайлович
271. Пустовойт Василь Васильович
272. Пустовойт Руслан Костянтинович
273. Путілін Олександр Анатолійович
274. Путінцев Михайло Сергійович
275. Путрашик Ілля Іванович
276. Путря Юрій Петрович
277. Пухальський Дмитро Ігорович
278. Пухальський Олександр Броніславович
279. Пухальський Тимофій Вікторович
280. Пухач Олександр Олександрович
281. Пухліков Микола Миколайович
282. Пухтинський Антон Валентинович
283. Пучін Сергій Володимирович
284. Пучінін Володимир Михайлович
285. Пуцулай Ян Георгійович
286. Пучков Олександр Володимирович
287. Пушанко Артур Олександрович
288. Пушкарук Володимир Сергійович
289. Пушкарчук Алла
290. Пушкін Кирило Павлович
291. Пушняк Павло Анатолійович
292. Пущенко Сергій Миколайович
293. Пшезмірський Максим Вікторович
294. Пшеничний Володимир Миколайович
295. Пшеничний Дмитро Миколайович
296. Пшеничний Юрій Миколайович
297. Пшеченко Євгеній Юрійович ‎
298. Пянковський Микола Петрович
299. П'ясецький Віталій Анатолійович
300. П'ясецький Максим Павлович
301. Пяст Олександр Миколайович[1]
302. Пятка Віктор Анатолійович
303. П'ятниця Юрій Сергійович[53]
304. П'ятницький Сергій Борисович